# Java Transaction API
Java Transaction API is een interfacebibliotheek (Application Programming Interface) van de programmeertaal Java waarmee transacties kunnen worden gebruikt op een gestandaardiseerde manier. De transacties zijn niet beperkt tot dataopslag, omdat de interface werkt voor willekeurige objecten die aan het contract voldoen.
Transacties worden veelvuldig gebruikt in informatiesystemen die door meerdere gebruikers gelijktijdig gebruikt worden, zoals websites en internetdiensten. De transacties voorkomen dat er in data, die gelijktijdig veranderd wordt door meerdere gebruikers, tegenstrijdigheden ontstaan.